# Supercopa da Inglaterra de 1965
A Supercopa da Inglaterra de 1965 foi a 43ª edição do torneio, disputada em partida única entre o campeão da Football League First Division (Manchester United) e o campeão da Copa da Inglaterra (Liverpool).
As equipes fizeram um empate em 2 a 2 e compartilharam o título do torneio.

## Participantes
| Equipe            | Classificação                                        |
| ----------------- | ---------------------------------------------------- |
| Manchester United | Campeão da Football League First Division de 1964–65 |
| Liverpool         | Campeão da Copa da Inglaterra de 1964–65             |

## Partida
| 14 de agosto | Manchester United   | 2 – 2     | Liverpool                 | Old Trafford, Manchester                |
| 15:00        | Best 28' · Herd 81' | Relatório | Stevenson 38' · Yeats 86' | Público: 48 502 Árbitro: ENG Ken Stokes |